# ماري شاربنتييه
ماري شاربنتييه (بالفرنسية: Marie Charpentier)‏ هي رياضياتية فرنسية، ولدت في 1903، وتوفيت في 1994.